# Aliá
Aliá ou Aliyah (translit. do hebraico עלייה: ascensão) é o termo que designa a imigração judaica para a Terra de Israel (em hebraico, Eretz Israel) - que, até 1948, correspondia ao território do Mandato Britânico da Palestina - e, a partir de 1948, para o Estado de Israel. A emigração judaica é chamada yerida (em hebraico, יריד,: descida). Os imigrantes judeus são chamados olim e os emigrantes são os yordim.
Aliá é um importante conceito no Judaísmo, fundamental para o Sionismo e foi consagrado na Lei do retorno.
Aliá, no sentido da imigração para Israel, ocorre permanentemente mas também em ondas. As primeiras duas ondas de imigração aconteceram entre 1882 e 1914; as três seguintes, entre 1919 e 1939.[carece de fontes?] A sexta aliá, entre 1945 e 1948, trouxe muitos sobreviventes do Holocausto, que movimentou. As ondas posteriores de imigração incluíram os Falasha da Etiópia, os emigrados da antiga União Soviética e outros.